# 隆圭洛圣母无原罪堂
隆圭洛圣母无原罪堂（Maria Santissima Immacolata）是一座现代风格的罗马天主教教堂，位于意大利伦巴第大区贝加莫的隆圭洛（Longuelo）社区的古列尔莫·马蒂奥利街（Via Guglielmo Mattioli）57号。

## 历史
这座教堂建于1961-1965年，由朱塞佩·皮齐戈尼设计。形状被描述为"双曲抛物体外壳"。

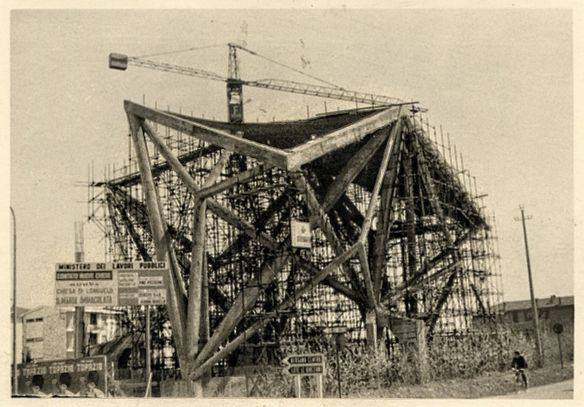
建造中的隆圭洛教堂（1961-1966年）

该堂是用钢筋水泥建造的。其几何排列被描述为四个自主空间，由五个屋顶编织在一起，只用6厘米厚的水泥。四个屋顶为双曲形，而中央主屋顶是一个陡峭的抛物线帐篷。

《贝加莫生态》杂志主编安德肋·斯帕达蒙席在1966年就该建筑说：
“建筑师想把它放在路边，带着所有赤裸裸暴力的建筑构图，因为能够阻挡路人的注意。如果是这样的话，它无疑是成功的。这种折磨人，巴洛克,和巨大空插座的纠结，伸展像可怕的耳廓，使自己轻易成为讽刺和笑话。但毫无疑问，没有人在通过时不感到震惊。事实上，甚至在这个教堂的外面说话，毫无疑问，也像喊叫，声音很大，而且像洞穴发声，尖利，坚硬”。
 

内部有米诺·玛拉的花窗玻璃，和克劳迪奥·纳尼的圣体盒。祭衣间唯一的雕塑是一个大型的圣母浮雕。再次引用斯帕达的话：
“在这里，我们在钢筋混凝土下，这种气氛剥夺了我们的放纵。它的真诚是绝对的，我们必须承认这一点，但它也是干旱和寒冷的。很难避免这只是一个辉煌不朽的掩体的印象。”
2015-2016年，教堂进行了修复。